# Yorikatsu Tsujiko

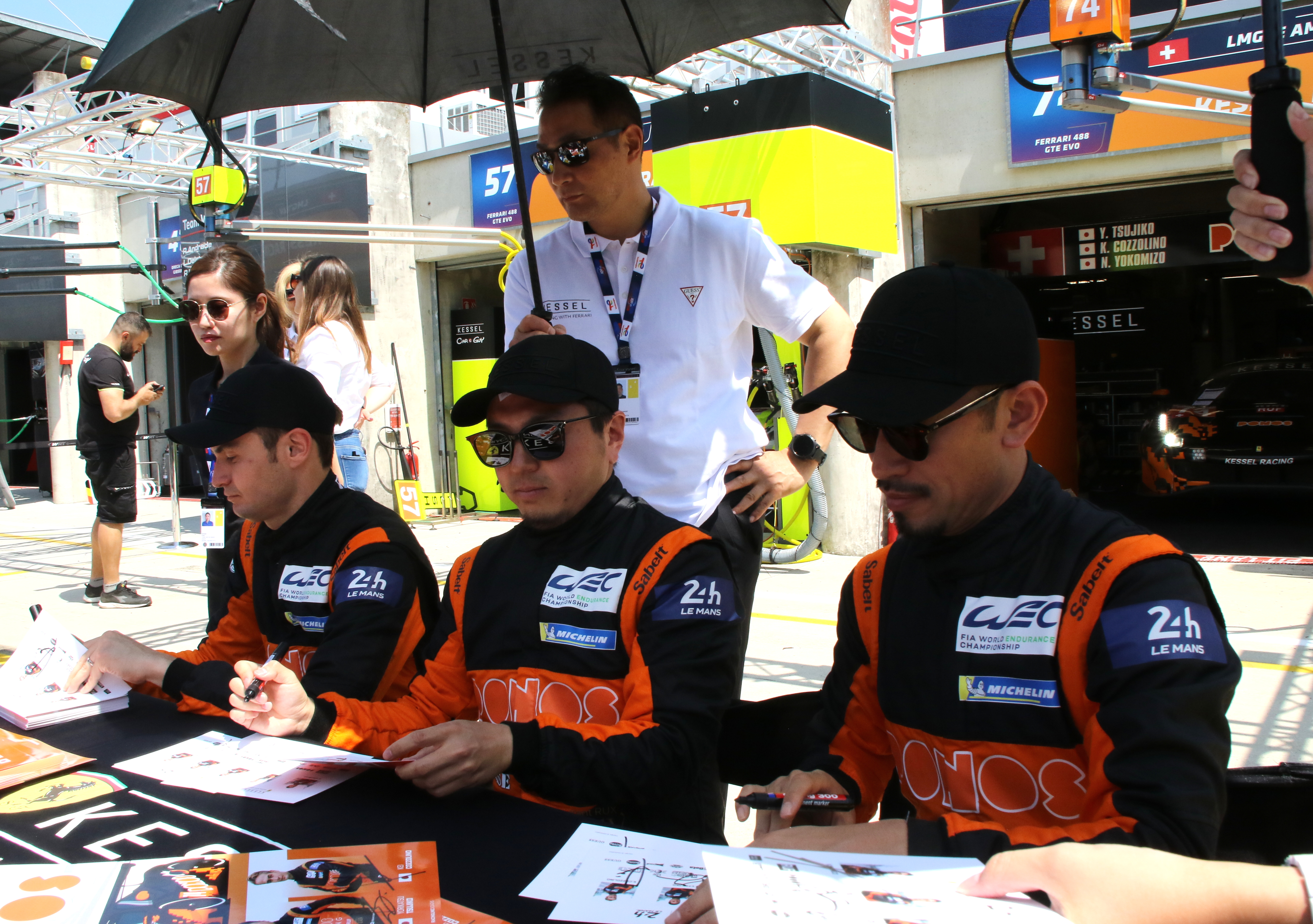
Yorikatsu Tsujiko (Mitte) zwischen Kei Cozzolino und Naoki Yokomizo 2023 in Le Mans

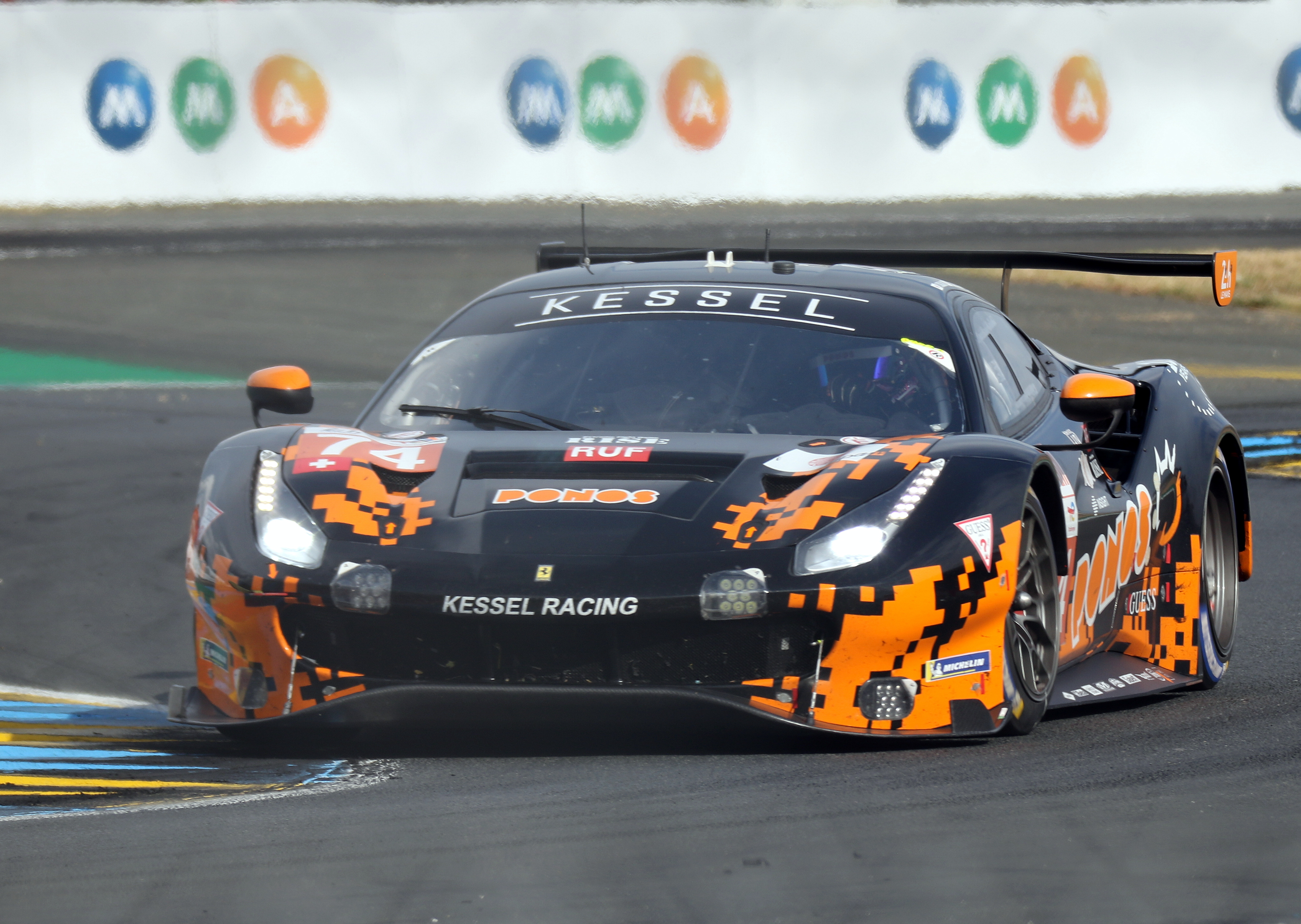
Der von Yorikatsu Tsujiko beim 24-Stunden-Rennen von Le Mans 2023 gefahrene Ferrari 488 GTE Evo

Yorikatsu Tsujiko (jap. 辻子 依旦 Tsujiko Yorikatsu; * 7. Januar 1984 in der Präfektur Osaka) ist ein japanischer Unternehmer und Autorennfahrer.

## Unternehmer
Yorikatsu Tsujiko ist Vorstandsvorsitzender des japanischen Computerspiel-Entwicklers Ponos Corporation, mit Sitz in Kyōto. 2021 und 2022 war das Unternehmen einer der Sponsoren des Williams-Formel-1-Teams.

## Karriere als Rennfahrer
Yorikatsu Tsujiko ist als Amateurrennfahrer aktiv. Er startete als Fahrer des Pronos-Unternehmer-Rennstalls in japanischen Monoposto-Rennserien und gab 2023 sein Debüt beim 24-Stunden-Rennen von Le Mans. Gemeinsam mit Kei Cozzolino und Naoki Yokomizo steuerte er einen Ferrari 488 GTE Evo an die 38. Stelle der Gesamtwertung. 

### Le-Mans-Ergebnisse
| Jahr | Team          | Fahrzeug            | Teamkollege   | Teamkollege    | Platzierung | Ausfallgrund |
| ---- | ------------- | ------------------- | ------------- | -------------- | ----------- | ------------ |
| 2023 | Kessel Racing | Ferrari 488 GTE Evo | Kei Cozzolino | Naoki Yokomizo | Rang 38     |              |

### Einzelergebnisse in der FIA-Langstrecken-Weltmeisterschaft
| Saison | Team          | Rennwagen       | 1   | 2   | 3   | 4   | 5   | 6   | 7   |
| ------ | ------------- | --------------- | --- | --- | --- | --- | --- | --- | --- |
| 2023   | Kessel Racing | Ferrari 488 GTE | SEB | POR | SPA | LEM | MON | FUJ | BAH |
| 2023   | Kessel Racing | Ferrari 488 GTE | 38  |     |     |     |     |     |     |